# Kelurahan Bungo Taman Agung
Kelurahan Bungo Taman Agung is een bestuurslaag in het regentschap Bungo van de provincie Jambi, Indonesië. Kelurahan Bungo Taman Agung telt 2212 inwoners (volkstelling 2010).